# Caitlyn Taylor Love
Caitlyn Taylor Love (ur. 16 czerwca 1994) – amerykańska aktorka dziecięca, znana głównie z roli Isabelli Fuentes z serialu Ja w kapeli. W 2009 doszła do tego serialu, dołączając do obsady Disneya, a w 2011 zagrała nową rolę w filmie Nasty Ellie.

## Filmografia
| Role główne       | Role główne          | Role główne             | Role główne |
| Rok               | Tytuł                | Rola                    | Notatki     |
| ----------------- | -------------------- | ----------------------- | ----------- |
| 2009–teraz        | Ja w kapeli          | Isabella „Izzy” Fuentes |             |
| 2006              | America’s Got Talent | Ona sama                |             |
| Role drugoplanowe |                      |                         |             |
| Rok               | Tytuł                | Rola                    | Notatki     |
|                   |                      |                         |             |